# Las Edades del Hombre (XIX edición)

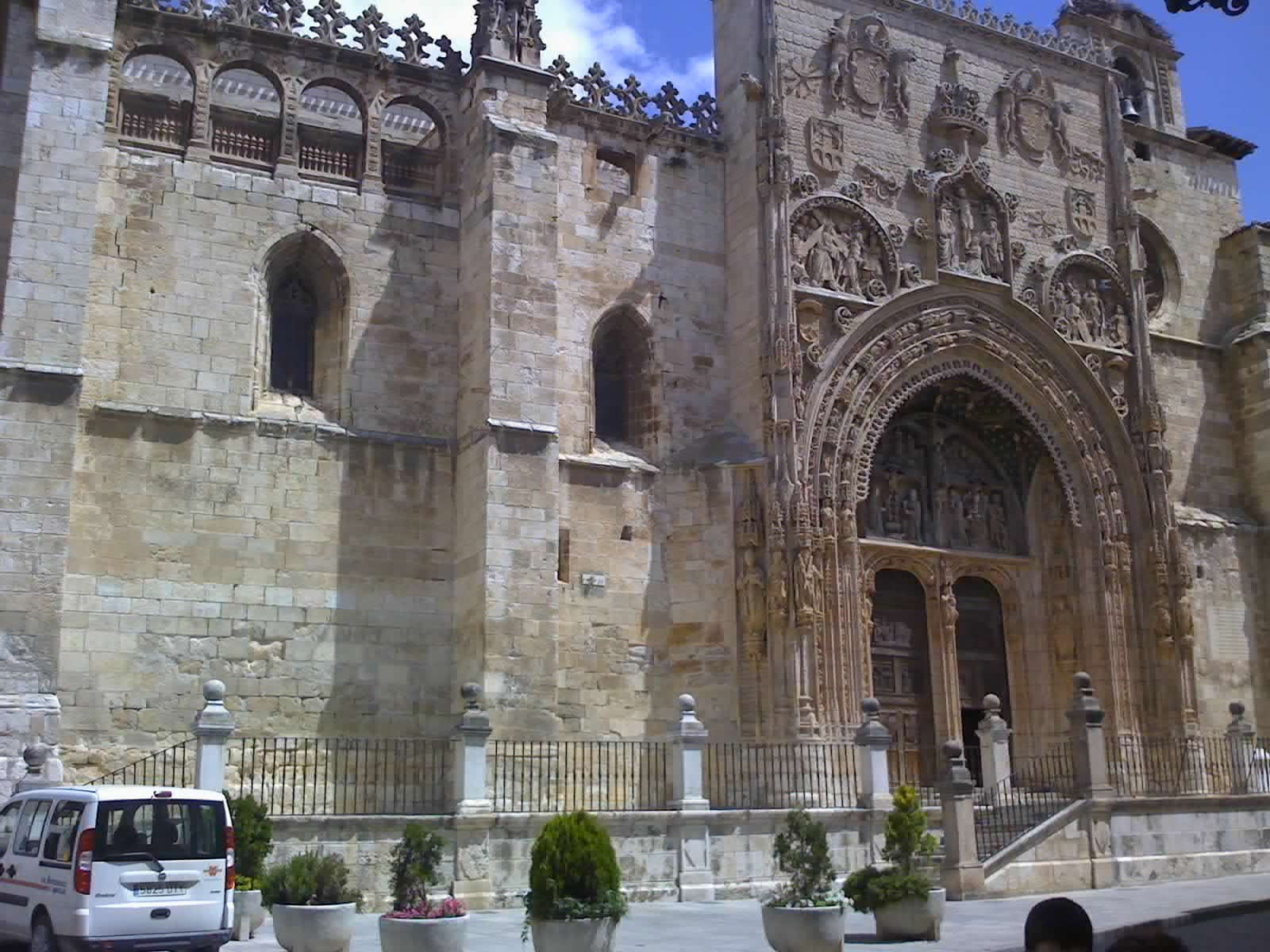
Iglesia de Santa María la Real (Aranda de Duero).

La XIX edición de la serie de exposiciones Las Edades del Hombre fue una exposición que tuvo lugar en 2014 en la ciudad de Aranda de Duero (Burgos), España. Coincidiendo con el V centenario de la finalización de la fachada de estilo gótico isabelino de la Iglesia de Santa María la Real, terminada según los expertos entre 1514 y 1516.
La exposición estuvo relacionada con el patrimonio mueble e inmueble restaurado por la Junta de Castilla y León. Y tuvo lugar en las iglesias de Santa María la Real y de San Juan.